# Grégory Bourillon
Grégory Bourillon (født 1. juli 1984 i Laval, Frankrig) er en fransk fodboldspiller, der spiller som forsvarsspiller hos LB Châteauroux. Han kom til klubben i 2017. Tidligere har han blandt andet spillet for Rennes FC og Paris Saint-Germain.

## Klubkarriere
Bourillon startede sin seniorkarriere i 2002 hos Rennes FC, hvor han også havde tilbragt sine ungdomsår. I løbet af de følgende fem sæsoner spillede han sig til en stamplads hos klubben, hvilket skabte interesse fra hovedstadsklubben Paris Saint-Germain. Den 19. juli 2007 skrev han kontrakt med pariserne, som han i 2008 vandt Liga Cuppen med. Han rykkede i 2010 dog til FC Lorient.

## Landshold
Bourillon har (pr. marts 2018) endnu ikke spillet en A-landskamp for Frankrig, men spillede mellem 2004 og 2007 19 kampe for landets U-21 landshold.

## Titler
Coupe de la Ligue
- 2008 med Paris Saint-Germain